# Marker (Norvège)
Pour les articles homonymes, voir Marker.
Marker est une kommune de Norvège. Elle est située dans le comté d'Østfold.